# Collegio elettorale di Saint-Jeoire
Il collegio elettorale di Saint-Jeoire è stato un collegio elettorale uninominale del Regno di Sardegna.
Fu istituito con la riforma prevista dalla legge 3778 del 1859, uno dei tre del circondario di Faucigny. Comprendeva i territori di Saint-Jeoire, Taninges e Annemasse. Era identificato con il numero 26.
In seguito alla cessione della Savoia nel 1860, il collegio cessò di far parte del Regno.

## Dati elettorali
Nel collegio si svolse solo l'elezione per la settima legislatura del Regno di Sardegna. 

### VII legislatura
Le votazioni si svolsero in 387 collegi uninominali a doppio turno. Come previsto dalla legge elettorale del 20 novembre 1859, era eletto al primo turno il candidato che «riunisce in suo favore più del terzo dei voti del total numero dei membri componenti il collegio e più della metà dei suffragi dati dai votanti presenti all'adunanza» (art. 91). Se nessun candidato era eletto, al ballottaggio tra i due candidati con più voti era eletto chi otteneva il maggior numero di voti (art. 92) o, in caso di ugual numero di voti, il maggiore d'età (art. 93).
| Partito                            | Partito                            | Candidato                          | Primo turno 25 marzo 1860 | Primo turno 25 marzo 1860 | Ballottaggio 29 marzo 1860 | Ballottaggio 29 marzo 1860 |
| Partito                            | Partito                            | Candidato                          | Voti                      | %                         | Voti                       | %                          |
| ---------------------------------- | ---------------------------------- | ---------------------------------- | ------------------------- | ------------------------- | -------------------------- | -------------------------- |
|                                    | —                                  | Étienne de La Fléchère             | 70                        | 26,22                     | 177                        | 52,06                      |
|                                    | —                                  | Germain Sommeiller                 | 146                       | 54,68                     | 163                        | 47,94                      |
|                                    | —                                  | Scipion Ruphy                      | 51                        | 19,10                     |                            |                            |
|                                    |                                    |                                    |                           |                           |                            |                            |
| Iscritti                           | Iscritti                           | Iscritti                           | 945                       | 100,00                    | 945                        | 100,00                     |
| ↳ Votanti (% su iscritti)          | ↳ Votanti (% su iscritti)          | ↳ Votanti (% su iscritti)          | 291                       | 30,79                     | 357                        | 37,78                      |
| ↳ Voti validi (% su votanti)       | ↳ Voti validi (% su votanti)       | ↳ Voti validi (% su votanti)       | 267                       | 91,75                     | 340                        | 95,24                      |
| ↳ Schede non valide (% su votanti) | ↳ Schede non valide (% su votanti) | ↳ Schede non valide (% su votanti) | 24                        | 8,25                      | 17                         | 4,76                       |
| ↳ Astenuti (% su iscritti)         | ↳ Astenuti (% su iscritti)         | ↳ Astenuti (% su iscritti)         | 654                       | 69,21                     | 588                        | 62,22                      |